# Бадхиз
Бадхи́з (туркмен. Bathyz — «вітер піднімається») — височина на південному сході Туркменістану в межиріччі Теджен і Мургаба. Висота над рівнем моря — до 1000 м. Поверхня горбиста, досягає висоти 1000 м у Пуль і Хатупа, та 760 м у Зюльфагара. На заході межує з горами, що простягаються вздовж Теджену.
На схилах напівпустельна і пустельна рослинність, місцями — зарості фісташки. В долинах — такири і солончаки. В Бадхизі зберігся дикий осел — кулан (занесений в Червоний список МСОП видів під загрозою зникнення).
| Туркменістан | Це незавершена стаття з географії Туркменістану. Ви можете допомогти проєкту, виправивши або дописавши її. |